# نویندورف بای لوبنشتاین
نویندورف بای لوبنشتاین (به آلمانی: Neundorf) یک شهر در آلمان است که در زاله-ارلا واقع شده‌است. نویندورف بای لوبنشتاین ۶۸۹ نفر جمعیت دارد.